# Shenzhou 1
La Shenzhou 1 (in cinese semplificato: 神舟一号) fu il primo lancio non abitato di un veicolo spaziale di tipo Shenzhou, facente parte del programma spaziale cinese. La navetta non fu provvista dei sistemi di supporto viatale o di quelli di salvataggio di emergenza (LES). Dopo aver orbitato per 14 volte intorno alla terra, venne dato il comando di accensione dei retrorazzi frenanti. Il rientro andò come previsto e atterrò correttamente a 415 km ad est rispetto alla base di lancio.
Shenzhou 1 fu una missione con lo scopo principale di testare il razzo vettore, il meccanismo di separazione dei moduli, lo scudo termico, il controllo di assetto, il rientro balistico e il recupero a terra. A fronte di ciò la navicella non era ancora completa. Soltanto 8 dei sottosistemi erano funzionanti e non possedeva alcune caratteristiche (come la possibilità di effettuare i cambi di orbita) che saranno introdotti nelle successive missioni.